# Casa Vasari (Firenze)

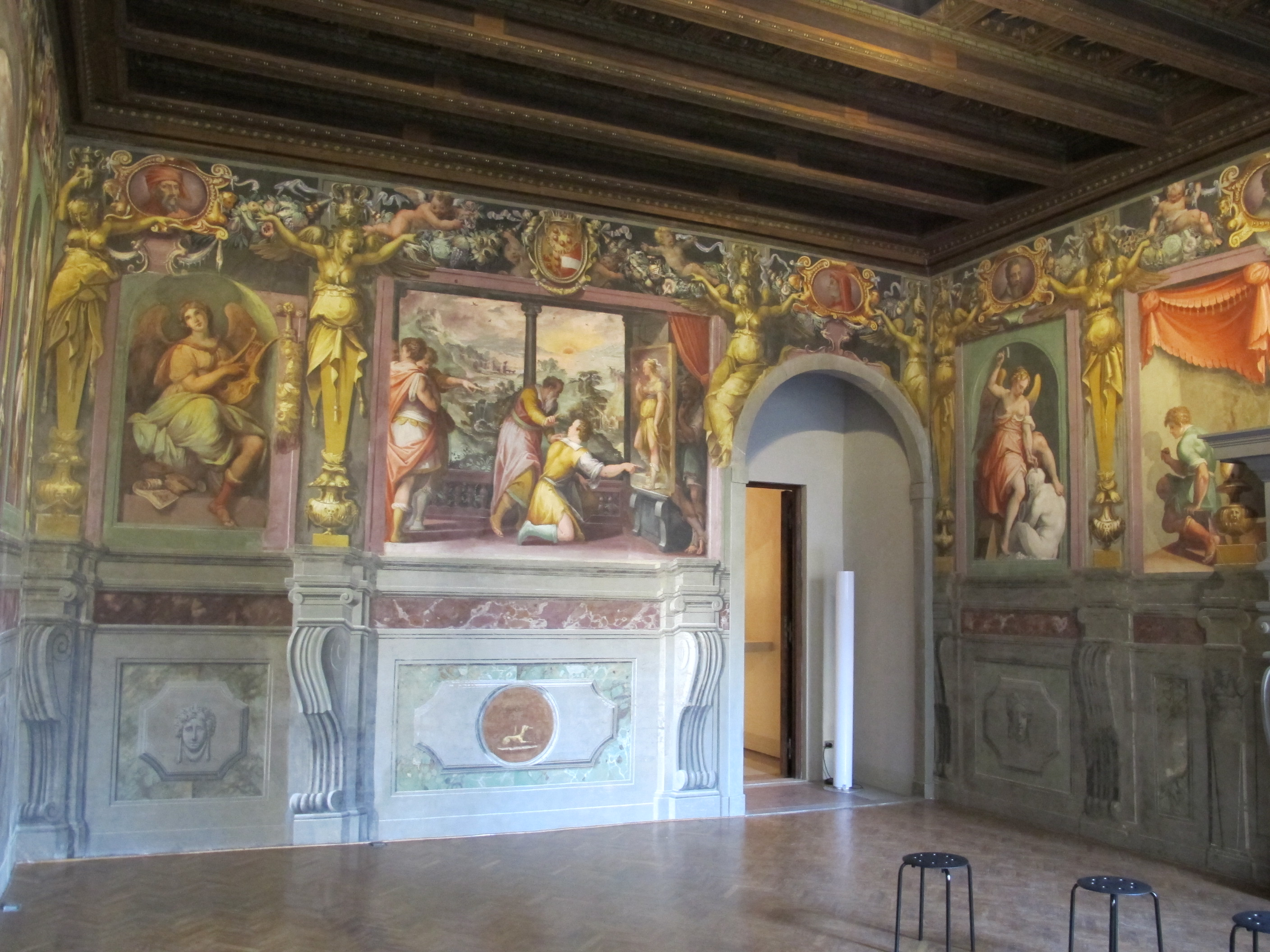
Sala Grande

La Casa Vasari è un edificio di Firenze situato in borgo Santa Croce 8. Fu la residenza fiorentina del pittore, architetto e storico dell'arte Giorgio Vasari e conserva un pregevole ciclo di affreschi nel salone, da lui concepito e realizzato con l'aiuto degli allievi.
Il palazzo appare nell'elenco redatto nel 1901 dalla Direzione Generale delle Antichità e Belle Arti, quale edificio monumentale da considerare patrimonio artistico nazionale, ed è sottoposto a vincolo architettonico dal 1933.

## Storia

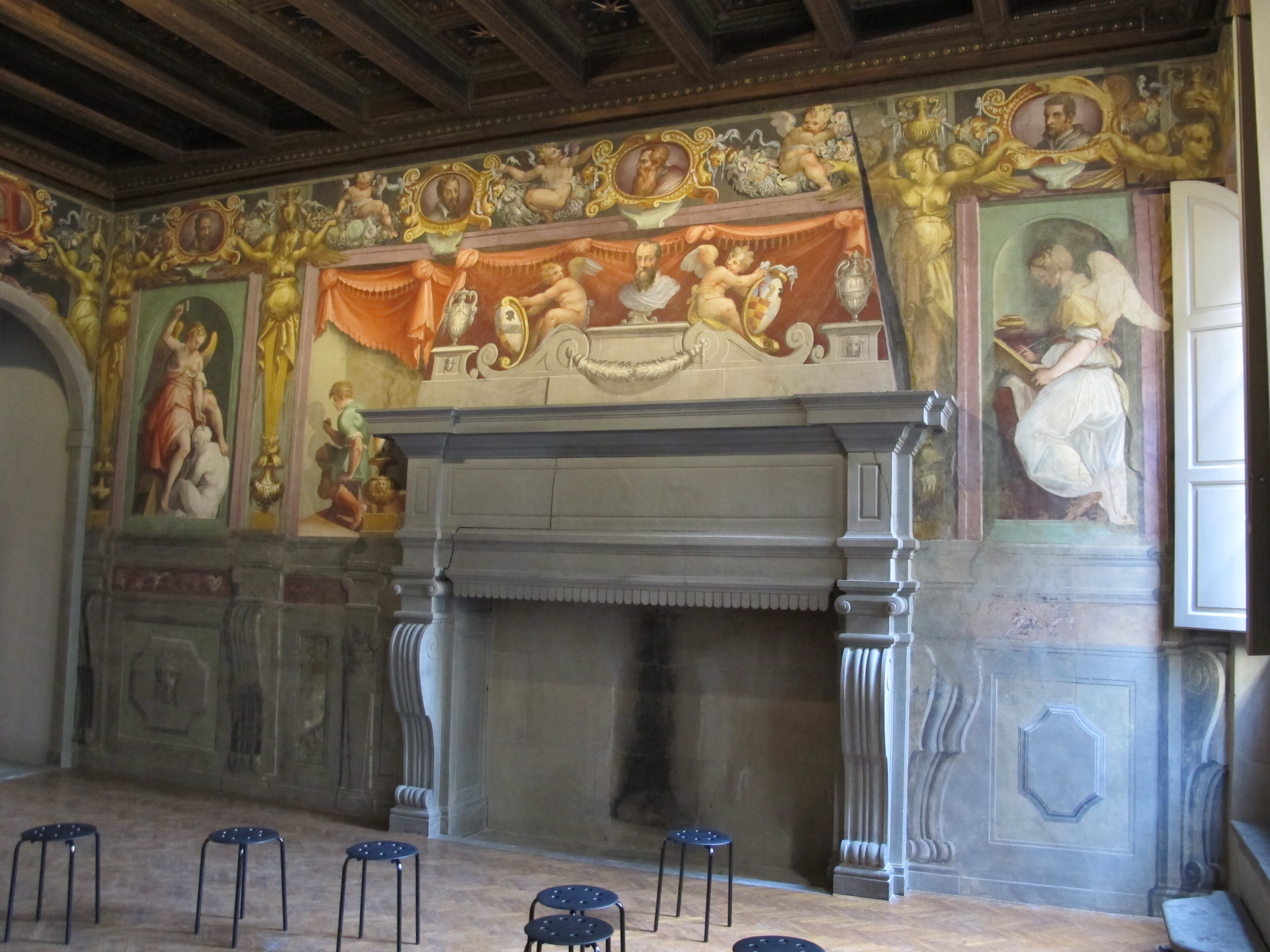
Il salone

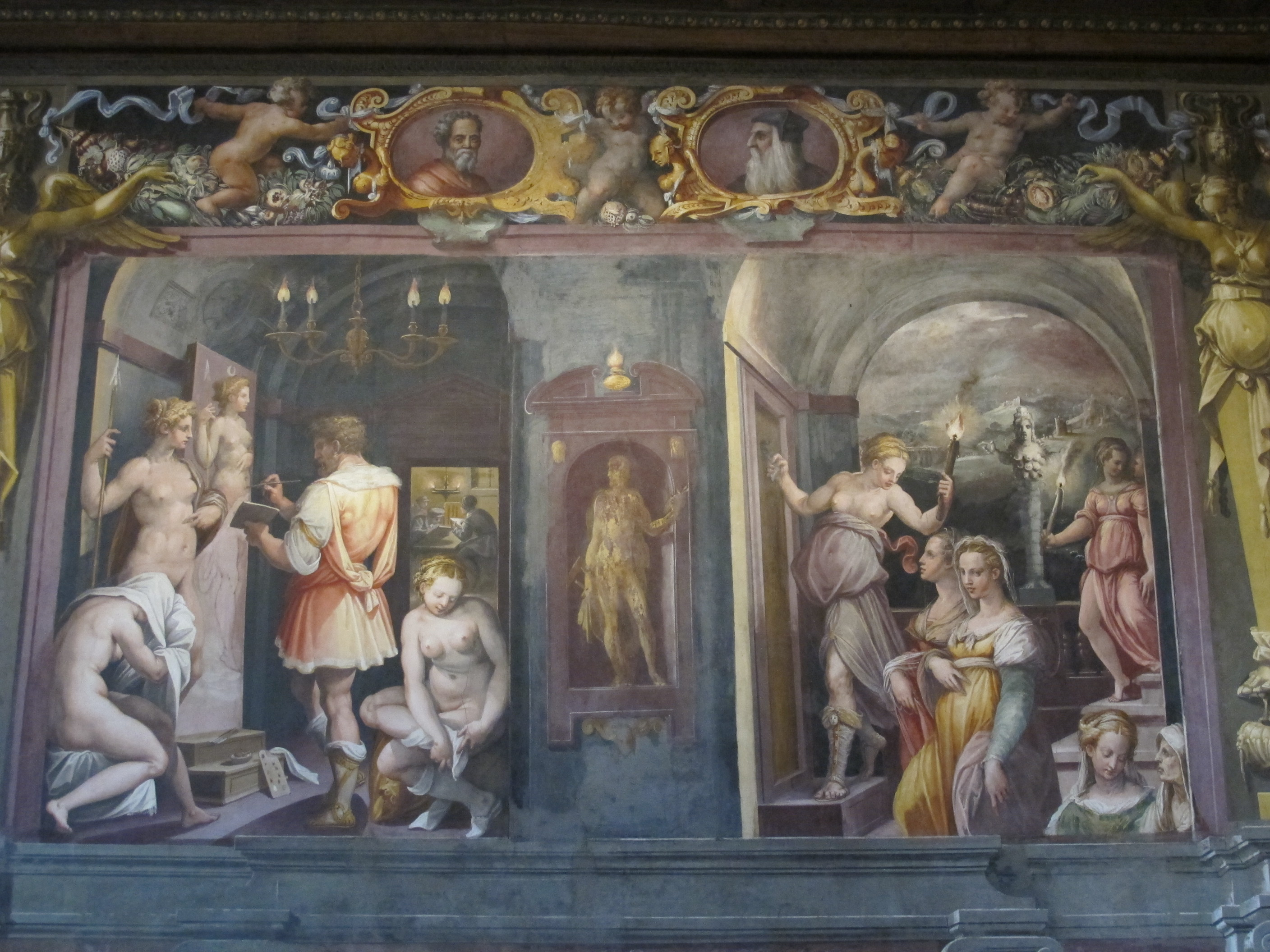
Storie di Zeusi

L'edificio, databile attorno al 1500 quando in questa zona si erigevano palazzi o si ridisegnavano in tal senso le case a schiera medioevali preesistenti, è noto per essere stato residenza fiorentina del pittore Giorgio Vasari, concessagli in affitto dal duca Cosimo I de' Medici nel 1557 dopo essere stata requisita nel 1548 a Niccolò Spinelli, proprietario di vari immobili nella zona (come il palazzo Spinelli al n. 9 della strada). Nel 1561 la casa venne donata definitivamente all'artista in segno di riconoscenza per i suoi servigi. A similitudine di quanto fatto nella sua residenza nella città natale di Arezzo, l'artista anziano e i suoi collaboratori (tra questi determinante il ruolo di Jacopo Zucchi) affrescarono attorno al 1572 vari ambienti, dei quali ci rimane la Sala Grande, al piano nobile, l'unico ambiente pressoché intatto della dimora.
Nel 1677 la residenza fu visitata da Francesco Cinelli che ci ha lasciato un'accurata descrizione sia degli affreschi sia delle altre opere d'arte qui al tempo conservate, tra le quali dipinti e disegni di Leonardo da Vinci, Ridolfo del Ghirlandaio, Fra' Bartolomeo, Albrecht Dürer, Santi di Tito, Parmigianino e Paolo Veronese.
Dopo la morte dell'artista la casa passò ai suoi eredi e nel 1687, con la scomparsa dell'ultimo erede, fu intestata a una congregazione di laici e acquistata, alla fine nel XIX secolo, dalla famiglia Morrocchi, tutt'oggi proprietaria, benché nel 1910 Walther Limburger la segnali come abitata dai Ghelardi (forse in locazione).
Nel 1942 l'edificio fu interessato da un intervento di restauro che comportò la stesura di nuovi intonaci e la sostituzione di parte del pietrame della facciata. Al 1995 si data invece un intervento ai prospetti sul cortile interno.
In cattivo stato di conservazione, la Sala Grande è stata restaurata grazie all'interessamento della proprietà, di Umberto Baldini e della Fondazione Horne (2009-2011) grazie a un finanziamento dell'Ente Cassa di Risparmio di Firenze e da allora aperta al pubblico su prenotazione, attraverso la biglietteria del vicino Museo Horne.

## Descrizione
Il prospetto mantiene ancora oggi sostanzialmente il carattere cinquecentesco, e si presenta organizzato su tre assi per cinque piani, l'ultimo frutto di una soprelevazione ottocentesca. Le finestre si presentano allineate sulle cornici marcadavanzale, tutte profilate da bozze di pietra disposte a raggiera che, ben rilevate all'altezza del piano nobile (corrispondente alla Sala Grande), arretrano a filo dell'intonaco ai piani superiori, secondo una consuetudine propria del tempo che ricorre, ad esempio, anche nell'adiacente palazzo Antinori Corsini (al numero civico 6). Si segnala inoltre la graziosa finestra per i bambini, posta al di sotto della finestra centrale del primo piano. "Le trasformazioni sei settecentesche, ma essenzialmente le modifiche apportate nell'Ottocento, permettono di fare solo delle ipotesi sulla struttura della casa nella seconda metà del XVI secolo. Al XIX secolo risalgono sicuramente la realizzazione delle ampie scale a pozzo che sono andate a sostituire una scala ad anima a doppia rampa rettilinea, l'ampliamento del portale di accesso e l'accrescimento di un piano del corpo di fabbrica sulla strada, operazione che ha allungato ulteriormente il prospetto dopo il 'ridisegno' quasi sicuramente operato dopo la morte del Vasari" (Marco Bini).
Nella piccola corte interna a cui si accede da un lungo androne, due possenti pilastri documentano le preesistenze trecentesche. Sulla parete di fondo è un dipinto murale oramai dilavato, con due figure allegoriche a lato di un grande stemma oramai consunto (che Walther Limburger leggeva come riferito alla famiglia Guidotti), sempre riconducibile al tardo Cinquecento.

### La Sala Grande
Gli affreschi della Sala Grande esaltano il tema delle arti e del primato della pittura.
La decorazione, realizzata in collaborazione con la sua bottega, esalta la figura dell'artista ricordando alcune scene dei grandi pittori dell'antichità, derivate da Erodoto e Plinio il Vecchio, rappresentando le allegorie delle Arti e ritraendo, nel fregio superiore, gli artisti più importanti inclusi nelle celebri Vite. Tale decorazione venne probabilmente ideata da Vincenzo Borghini, amico dell'artista. Sulla parete est si trova il caminetto in pietra serena, con un busto dipinto del Vasari stesso tra putti reggistemma, tendaggi e urne, e a destra l'affresco dell'Origine della pittura, in cui un ragazzo ripassa la sua ombra disegnando una silhouette su una parete. Su questo lato le allegorie della Scultura e della Poesia.
La parete sud mostra le Storie di Apelle: il leggendario pittore greco è nascosto dietro una sua opera per ascoltare i giudizi del popolo, raccogliendo il suggerimento di un ciabattino di modificare la forma dei calzari; ma quando il ciabattino, imbaldanzito per aver visto il suo consiglio realizzato, si mette a voler criticare l'anatomia delle gambe, ecco che il pittore lo scaccia, poiché per criticare si deve avere conoscenza dell'argomento trattato. Su questo lato si trova la porta che conduce alle scale, sormontato dallo stemma Medici e di Cristina di Lorena e l'allegoria della Musica: questa venne affrescata solo nell'Ottocento in stile, quando venne tamponata una porta che qui si trovava.
Il lato ovest ha le Storie di Zeusi di Siracusa, che per ritrarre la dea Artemide fece arrivare al suo studio tutte le più belle donne della città e, fattele spogliare, scelse da ciascuna di esse il solo particolare più bello, alla ricerca di una bellezza assoluta e ideale. Sullo sfondo si nota la rappresentazione di un atelier di allievi ispirato alla quotidianità dell'epoca, mentre in basso a destra si vedono le teste di due donne, probabilmente la moglie e la madre di Vasari. Le allegorie su questo lato sono l'Architettura e la Pittura.
L'ultimo lato, quello nord, mostra le aperture delle finestre, con tanto di una finestra per bambini tamponata, risalente ai proprietari che ebbero la casa dopo la morte dell'artista. Qui ha avvio il fregio dei tredici ritratti degli artisti, ispirati alle incisioni che decorano la seconda edizione delle Vite (1568), ma qui a colori. Per essi, Vasari compendiò la sua idea dell'arte scegliendone tredici da lui stimati o per il ruolo avuto come precursori, o per gli alti livelli raggiunti nella propria opera, o perché determinanti nella sua formazione: compaiono così, da sinistra verso destra, Cimabue, Giotto e Masaccio, poi Raffaello (come imago Christi), Michelangelo, Leonardo e Andrea del Sarto; seguono sul lato nord Donatello e Brunelleschi e su quello ovest Perin del Vaga, Giulio Romano, Rosso Fiorentino e Francesco Salviati.

## Note

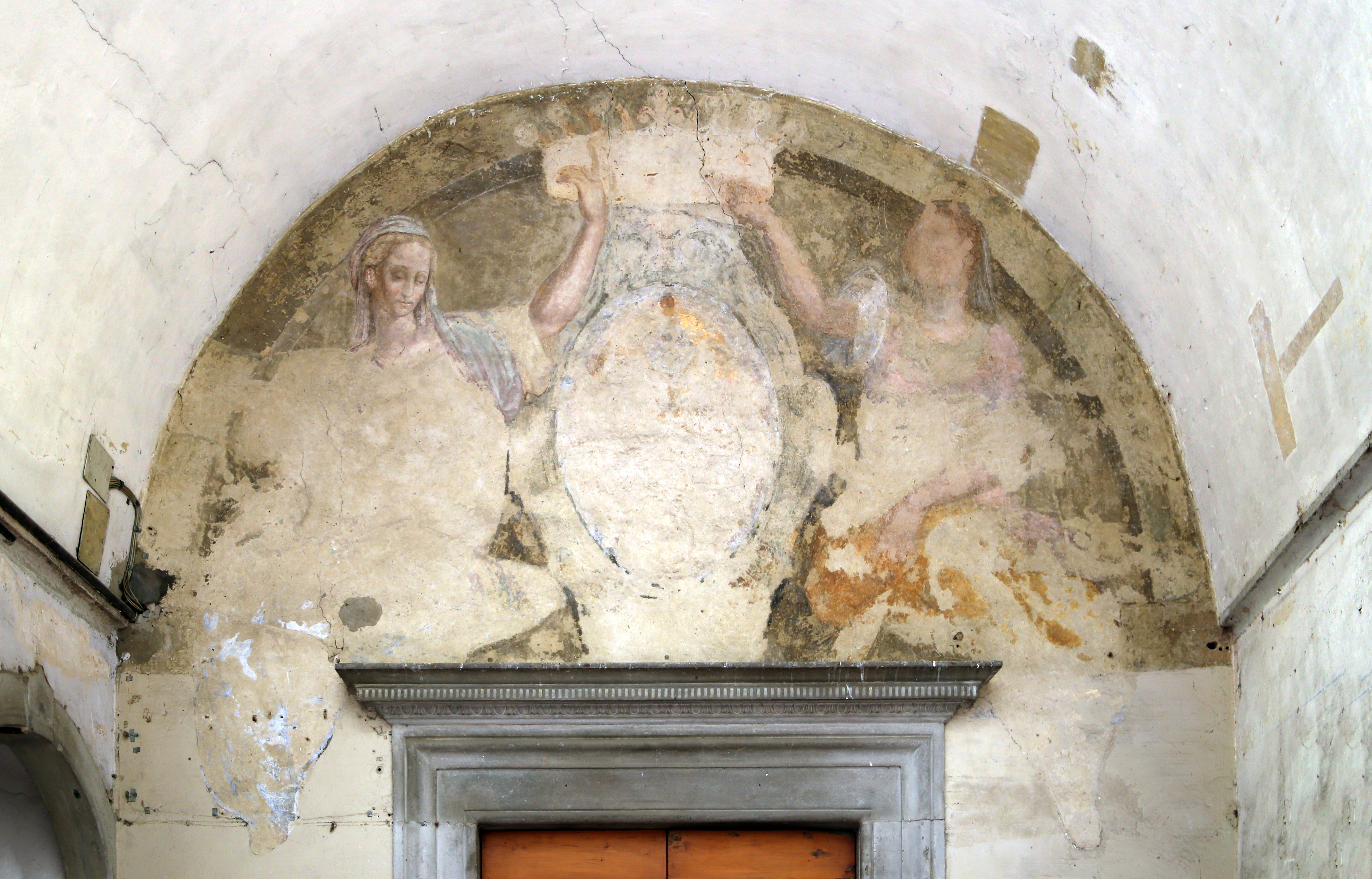
Affresco nel cortile

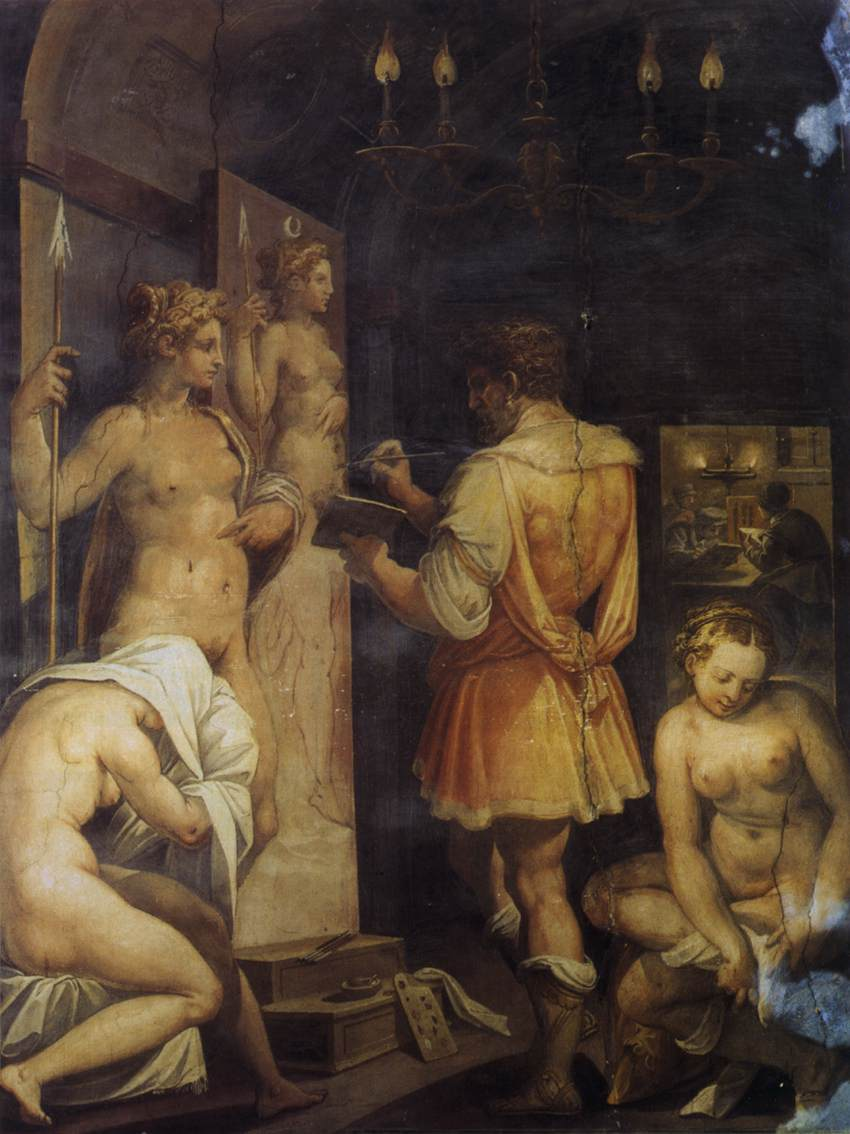
Vasari, Storie di Zeusi